# 팻시 클라인
팻시 클라인(Patsy Cline, 본명: 팻시 패터슨 헨슬리, 본명 영어: Virginia Patterson Hensley, 1932년 8월 28일 ~ 1963년 3월 5일)는 미국의 가수이다. 1950년대와 1960년대 사이 내슈빌 사운드의 일익을 담당하면서 팝 음악과 성공적으로 "크로스오버"에 성공했으며 20세기 가장 영향력 있고, 성공했으며, 찬사받은 보컬리스트 중 한 명이다. 매니저 랜디 휴즈의 전용기 추락 사고로 다수의 사상자가 발생한 가운데 30세의 나이에 사망했다.
클라인은 풍부한 음색, 감성적인 표출력, 선명한 콘트라토의 목소리로 알려져 있으며 컨트리 음악계에서 선구자로 활동했다. 키티 웰스와 더불어 해당 장르의 주요 공연자로서 여성의 진출길을 닦는 데 기여했다. 가난, 실패한 결혼, 치명적인 자동차 사고, 주요 활동 문제를 극복하기도 했다. 리바 매킨타이어, 리앤 라임스 등 다양한 가수가 그의 영향을 받았다고 밝힌 바 있다. 또한 그의 삶과 경력을 조명한 책, 영화, 다큐멘터리, 문서, 연극이 제작되었다.
1957년 돈 헥트와 앨런 블록의 〈Walkin' After Midnight〉으로 히트를 시작해 행크 코치런과 하런 하워드의 〈I Fall to Pieces〉, 행크 코치런의 〈She's Got You〉, 윌리 넬슨의 〈Crazy〉, 그리고 1963년 돈 깁슨의 〈Sweet Dreams〉로 마지막이 되었다.
사후에도 수백만 레코드가 팔렸다. 여러 수상 및 서훈 경력이 있으며 짐 리브스, 조니 캐시, 엘비스 프레슬리와 같은 아이콘으로 그를 동일시하는 견해도 있다. 그가 죽은 뒤 10년이 지난 1974년, 컨트리 음악 명예의 전당에 헌액된 최초의 여성으로 이름을 남겼다. 1999년에는 VH1의 가장 위대한 로큰롤 내 여성 100인에서 록 업계의 일원이자 아티스트로서 11위로 투표되었다. 2002년, 컨트리 음악 아티스트와 업계인들의 투표로 진행된 CMT의 컨트리 음악의 가장 위대한 여성 40인에서 1위를, 《롤링 스톤》지 가장 위대한 싱어 100인에서 46위를 달성한다. 1973년 세워진 컨트리 음악 명예의 전당 명판에 의하면 "그가 남긴 불희의 녹음은 그의 예술적 능력을 입증하는 증거다."